# 폭탄 처리

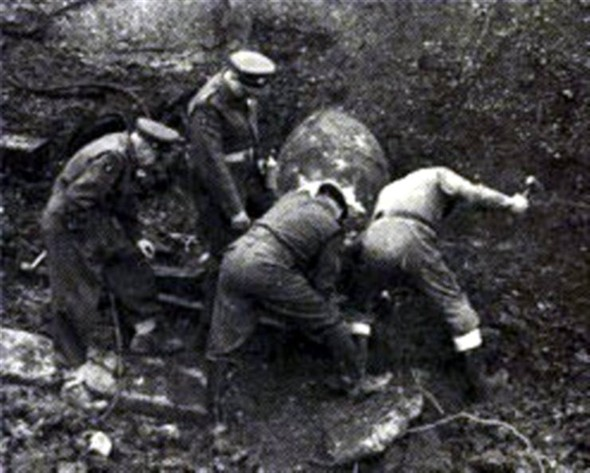
1940년 폭탄 처리팀

폭탄 처리(Bomb disposal)는 위험한 폭발 장치를 비활성화하거나 안전하게 만드는 프로세스를 사용하는 화약학적 직업이다. 폭탄 처리는 폭발물 처리(explosive ordnance disposal, EOD)와 급조 폭발물 처리(improvised explosive device disposal, IEDD) 등 군사 분야에서 분리되어 있지만 상호 연관된 기능과 공공 안전 폭탄 처리(PSBD) 및 공공 안전 역할을 설명하는 폭탄 처리반의 포괄적인 용어이다.

## 역사
최초의 전문 민간 폭탄 처리반은 비비안 데링 마젠디(Vivian Dering Majendie) 경에 의해 설립되었다. 왕립 포병 소령인 마젠디는 1874년 10월 2일 리젠트 운하에서 발생한 폭발을 조사했다. 이때 석유 6통과 화약 5톤을 실은 바지선 '틸버리'(Tilbury)가 폭발하여 승무원이 사망하고 메이클즈필드 브리지(Macclesfield Bridge)와 인근 런던 동물원의 우리가 파괴되었다. 1875년에 그는 폭발물 통제를 위한 최초의 현대 법안인 폭발물법을 제정했다. 그는 또한 폭발물의 원격 처리 및 해체 방법을 포함하여 많은 폭탄 처리 기술을 개척했다. 1881~85년 페니아 다이너마이트 캠페인 중 그의 조언은 생명을 구하는 데 기여한 것으로 공식적으로 인정되었다. 1884년 2월 26일 빅토리아역이 폭격을 받은 후, 그는 언제라도 터질지도 모르는 시계태엽 장치로 만들어진 폭탄을 해체했다.
뉴욕 경찰국은 1903년에 최초의 폭탄 처리반을 설립했다. "이탈리아 경찰대"로 알려진 이 경찰의 주요 임무는 마피아가 이탈리아 이민자 상인과 주민들을 위협하기 위해 사용하는 다이너마이트 폭탄을 처리하는 것이었다. 나중에 1919년 미국 아나키스트 폭격에 따른 급진적인 폭탄 공격에 대응하여 "아나키스트 분대" 및 "급진적 분대"로 알려지게 되었다.

## 같이 보기
- 도화선 (신관)
- 기뢰
- 허트 로커
- 지옥까지 10초